# Empoasca terminalis
Empoasca terminalis är en insektsart som beskrevs av William Lucas Distant 1918. Empoasca terminalis ingår i släktet Empoasca och familjen dvärgstritar. Inga underarter finns listade i Catalogue of Life.